# Nelly Toll
Nelly Toll (geborene Miese, geboren 19. April 1935 in  Lwów, Polen; gestorben 30. Januar 2021 in Old Bridge, New Jersey) war eine jüdische Holocaust-Überlebende, Künstlerin, Autorin und Dozentin für Literatur und Kunst.

## Leben
Nelly Toll war eine Tochter der wohlhabenden jüdischen Familie Miese. Als die Sowjetunion 1939 Ostgalizien besetzte, musste sich ihr Vater verstecken, um eine drohende Evakuierung nach Sibirien zu verhindern. 1941 besetzte die deutsche Wehrmacht Lwów und Nelly musste mit ihrer Familie ins Ghetto umziehen. Ihr erst fünfjähriger Bruder wurde von den Deutschen verschleppt und ermordet. Nelly und ihre Mutter Rozia fanden Anschluss an eine Gruppe, die versuchen wollte, über die Grenze nach Ungarn zu fliehen, was jedoch nicht gelang. 1943 fand der Vater ein Versteck für Nelly (zu diesem Zeitpunkt acht Jahre alt) und die Mutter bei einer befreundeten katholischen Familie. Im Versteck, einem kleinen Zimmer, hielt die Mutter die Tochter an, zu zeichnen und zu schreiben, um sich abzulenken. Nelly Toll schrieb Tagebuch und malte mit Wasserfarben. Es entstanden sechzig Bilderhefte, die die Träume und Sehnsüchte des Mädchens nach einem normalen, sorgenfreien Leben verdeutlichen. „Man sieht nichts von Krieg, nirgends. Nicht von Terror und Angst. Das sind bloß Kinder, und ich habe mir wohl vorgestellt, dass ich eines Tages auch einmal zur Schule gehen würde. Ich habe sie meine Wasserfarben-Freunde genannt. Ich habe sogar mit ihnen geredet“, sagte Nelly Toll später über ihre Bilder.
1944 wurde die Stadt Lwów von der Roten Armee befreit und Mutter und Tochter konnten ihr Versteck verlassen. Sie erfuhren, dass sie die einzigen Überlebenden der Familie waren. Sie emigrierten dann 1951 in die USA, wo Nelly weiter malte, Artikel und Bücher schrieb und als Dozentin für Literatur und Kunst an verschiedenen Universitäten tätig war. Ihre Dissertation „Integrating Holocaust art and aesthetics into the curriculum“ behandelt das Thema, wie man Kunst als Brücke in der Holocaust-Aufklärung für Schülerinnen und Schüler nutzen kann. Sie lebte mit ihrem Mann Ervin Toll in Vorhees, New Jersey.

## Veröffentlichungen
- Behind the Secret Window. A Memoir of A Hidden Childhood During World War II, Puffin Books, ISBN 978-0142302415
- When Memory Speaks. The Holocaust in Art, Greenwood Press, 1997, ISBN 978-0275955342
- Without Surrender. Art of the Holocaust, Running Press, 1978, ISBN 978-0894710551

## Ausstellungen
Nelly Tolls Wasserfarben-Bilder aus der Kindheit werden dauerhaft im United States Holocaust Memorial Museum in Washington ausgestellt und sind Teil der Sammlung des Illinois Holocaust Education Centers. Außerdem sind ihre Werke in der Holocaust-Gedenkstätte Yad Vashem in Jerusalem zu sehen.
Weitere Ausstellungen:
- 2014: Imagining a Better World: The Artwork of Nelly Toll. Massillon Museum.
- 2016: Kunst aus dem Holocaust. 100 Werke aus der Gedenkstätte Yad Vashem. (Gruppenausstellung mit Werken von Nelly Toll und anderen) Deutsches Historisches Museum Berlin.